# Volker Bach
Volker Bach (Bremen, 12 de março de 1965) é um físico matemático e matemático alemão.